# 세베리야 야누샤우스카이테
세베리야 야누샤우스카이테(Severija Janušauskaitė, 1981년 10월 22일 ~ )는 리투아니아의 배우이다.